# مزن (اسم)
مزن هو اسم علم مذكر من أصل عربي، ومعناه هو السحاب ذو الماء.

## شخصيات تحمل الاسم
- مزن حسن (نسويّة مصرية، 1979 – )

## وصلات خارجية
- موسوعة السلطان قابوس لأسماء العرب